# Портал (конвент)
Міжнародна асамблея фантастики «Портал» — у минулому щорічний конвент, який проходив у столиці України — місті Києві з 2004 по 2013 рік. На конвенті вручали щорічну нагороду «Портал» у 6-ти основних номінаціях для найкращих російськомовних фантастичних творів в оригіналі чи в перекладі та в одній номінації для найкращої фантастичної книги українською в оригіналі чи в перекладі.
В рамках конвенту також проводилися зустрічі з письменниками і видавцями, майстер-класи, семінари, дискусії і різні розважальні заходи. У 2006 році асамблея приймала європейський конвент наукової фантастики «Єврокон».

## Премії асамблеї

### Номінації
На конвенті "Портал" вручалися премії у 5-ти основних номінаціях для найкращих російськомовних фантастичних творів в оригіналі та одну в перекладі:
- Велика форма (за роман);
- Середня форма (за твір, довжиною до 8 авторських аркушів);
- Мала форма (за твір, довжиною до 2 авторських аркушів);
- Відкриття себе[1] (за творчий ріст)
- Критика, літературознавство, есе (з підномінаціями «Книги, цикли статей» і «Стаття»);
- Книга у перекладі (з 2009 року) — за кращий переклад російською роману у жанрі фантастики.[2]

Також у різні часи вручалися призи для російськомовних фантастичних творів за іншими номінаціями:
- Бомба року
- «Сонячна машина»
- Художній «Портал»
- Премія імені Михайла Булгакова
- «Дитячий Портал» — за твори дитячої фантастики, оцінюються рукописи.

На конвенті "Портал" також вручалися одна премія для україномовної фантастики "Найкраща україномовна фантастична книга".

### Порядок вручення премій
Премії асамблеї «Портал» розподіляються на авторитарні та демократичні. В кожній номінації обирається лише один переможець.

#### Авторитарні премії
На початку року номінаційна комісія обирає з творів попереднього року шорт-лист за номінаціями, який публікується. Після того журі, у склад якого входять відомі письменники, критики та літературознавці обирає переможця, ім'я якого проголошується на асамблеї. Номінаційна комісія і журі, як правило, не збігаються за складом.
Для номінації «Книга українською мовою» формується окрема номінаційна комісія і окреме журі.
Більшість премій асамблеї є авторитарними.

#### Демократичні премії
Номінаційна комісія складає шорт-лист за номінаціями, зареєстровані учасники асамблеї таємним голосуванням обирають переможця.
Голосуванням вручаються премії в наступних номінаціях:
- Критика, літературознавство, есе (до 2008 року)
- Книга у перекладі.

## Лауреати
Назви творів лауреатів в номінаціях «Велика форма», «Середня форма», «Мала форма», «Критика» «Відкриття себе» та «Книга у російському перекладі» подані мовою оригіналу.
| Велика форма                                           | Середня форма                                                    | Мала форма                                | Критика | «Відкриття себе»                                       | Книга у російському перекладі                          | Книга українською мовою (чи в україномовному перекладі)                                         |
| І асамблея «Портал»: 15-18 квітня 2004 р.              | І асамблея «Портал»: 15-18 квітня 2004 р.                        | І асамблея «Портал»: 15-18 квітня 2004 р. | І асамблея «Портал»: 15-18 квітня 2004 р.                                                                                | І асамблея «Портал»: 15-18 квітня 2004 р.              | І асамблея «Портал»: 15-18 квітня 2004 р.              | І асамблея «Портал»: 15-18 квітня 2004 р.                                                       |
| ------------------------------------------------------ | ---------------------------------------------------------------- | ----------------------------------------- | --- | ------------------------------------------------------ | ------------------------------------------------------ | ----------------------------------------------------------------------------------------------- |
| Геннадій Прашкевич «Кормчая книга»                     | Євген Лукін. «Чушь собачья»                                      | Євген Лукін. «Чушь собачья»               | Кір Буличов «Падчерица эпохи»                                                                                            | Олександр Зорич «Завтра война»                         | Премія не вручалася.                                   | Юрій Винничук «Мальва Ланда»                                                                    |
| ІІ асамблея «Портал»: 14-17 квітня 2005 р.             |                                                                  |                                           | |                                                        |                                                        |                                                                                                 |
| Марія Галіна «Гиви и Шендерович»                       | Генрі Лайон Олді. «Аз воздам»                                    | Генрі Лайон Олді. «Аз воздам»             | Олександр Громов «Ушибленные стремительным домкратом»                                                                    | Олексій Пєхов «Под знаком Мантикоры»                   | Премія не вручалася.                                   | Яна Дубинянська «Козли» (укр. переклад Ірини Калити)                                            |
| ІІІ асамблея «Портал»: 13-16 квітня 2006 р.            |                                                                  |                                           | |                                                        |                                                        |                                                                                                 |
| Олексій Іванов «Золото бунта, или Вниз по реке теснин» | Наталія Резанова «Явление хозяев»                                | Юлія Зоніс «Дворжак»                      | Генрі Лайон Олді «Десять искушений юного публиканта»                                                                     | Карина Шаїнян «Теремок»                                | Премія не вручалася.                                   | Премія не вручалася.                                                                            |
| IV асамблея «Портал»: 19-22 квітня 2007 р.             |                                                                  |                                           | |                                                        |                                                        |                                                                                                 |
| Далія Трускіновська «Шайтан-звезда»                    | Олег Дивов «Храбр»                                               | Святослав Логінов «Гибель замка Рэндол»   | Григорій Панченко «Горизонты оружия»                                                                                     | Сергій Жарковський «Я, Хобо: Времена смерти»           | Премія не вручалася.                                   | Валерій Войтович «Антологія українського міфу»                                                  |
| V асамблея «Портал»: 20-23 березня 2008 р.             |                                                                  |                                           | |                                                        |                                                        |                                                                                                 |
| Генрі Лайон Олді «Ойкумена»                            | Євген Лукін «Бытие наше дырчатое»                                | Дмитро Биков «Отпуск»                     | Генрі Лайон Олді «О бедном романе замолвите слово»                                                                       | Марина Соколян «Херем»                                 | Премія не вручалася.                                   | Галина Пагутяк «Книгоноші з Королівства»                                                        |
| VI асамблея «Портал»: 3-4 квітня 2009 р.               |                                                                  |                                           | |                                                        |                                                        |                                                                                                 |
| Дина Рубіна «Почерк Леонардо»                          | Євген Лукін «С нами бот»                                         | Марія Галіна «В плавнях»                  | Світлана Бондаренко (уп.) «Неизвестные Стругацкие: черновики, рукописи, варианты» Андрій Шмалько «Реванш, погром, капут» | Станіслав Буркін «Фавн на берегу Томи»                 | Ніл Стівенсон «Смесь» (пер. Е. Доброхотовая-Майковая)  | Василь Кожелянко «Чужий»                                                                        |
| VII асамблея «Портал»: 8-10 квітня 2010 р.             |                                                                  |                                           | |                                                        |                                                        |                                                                                                 |
| Марія Галіна «Малая Глуша»                             | Павло Амнуель «Что-нибудь светлое…»                              | Премія не вручена.                        | Володимир Гопман «Любил ли фантастику Шолом Алейхем?» Леонід Фішман «Зачем менять историю?»                              | Мар'ям Петросян «Будинок, в якому...»                  | Гай Гевріел Кей «Изабель» (пер. Н. Ибрагимова)         | Володимир Єшкілєв «Богиня і консультант»                                                        |
| VIII асамблея «Портал»: 28 травня 2011 р.              |                                                                  |                                           | |                                                        |                                                        |                                                                                                 |
| Дмитро Биков «Остромов, или Ученик чародея»            | Дмитро Колодан «Время Бармаглота»                                | Юлія Зоніс «Гимн уходящим»                | Максим Чертанов «Герберт Уэллс» Омрі Ронен «Наизнанку»                                                                   | Шаміль Ідіатуллін «СССР™» Дара Корній «Гонихмарник»    | Ніл Ґейман «Звёздная пыль» (пер. Н. Екимова)           | Галина Пагутяк «Зачаровані музиканти»                                                           |
| ІХ асамблея «Портал»: 2 червня 2012 р.                 |                                                                  |                                           | |                                                        |                                                        |                                                                                                 |
| Ганна Старобінець «Живущий»                            | Лінор Горалік «Устное народное творчество обитателей сектора М1» | Дмитро Колодан «Под мостом»               | Володимир Гопман «Золотая пыль» Марія Галіна «В конце было слово. Фантастика как стилистический эксперимент»             | Ярослава Бакалець, Ярослав Яріш «Із сьомого дна»       | Ніл Стівенсон «Анафем» (пер. Е. Доброхотовая-Майковая) | Владислав Івченко, Юрій Камаєв «Стовп самодержавства, або 12 справ Івана Карповича Підіпригори» |
| Х асамблея «Портал»: 26 травня 2013 р.                 |                                                                  |                                           | |                                                        |                                                        |                                                                                                 |
| Євген Водолазкін «Лавр»                                | Марія Галіна «Куриный Бог»                                       | Марія Галіна «Ригель»                     | Ніна Демурова «Льюис Кэрролл»                                                                                            | Наталія Шнейдер, Дмитро Дзиговбродський «Сорные травы» | Джордж Мартін «Танец с драконами» (пер. Н. Виленская)  | Юрій Винничук «Танґо смерті»                                                                    |